# Peugeot Tweet
 Le Peugeot Tweet est un scooter à grandes roues produit par Peugeot Motocycles en collaboration avec le constructeur taïwanais SYM. Présenté en avant-première au salon EICMA de Milan en novembre 2009, il est commercialisé en Europe à partir de 2010. Il succède au Peugeot Looxor et est basé sur le SYM Symphony. Sa production est assurée par Xiamen Shaxing Motorcycle Co., Ltd., une filiale chinoise du groupe SYM.

## Première génération (2010–2023)
Le Tweet est un scooter à plancher plat équipé de roues de 16 pouces, disponible en trois motorisations monocylindres 4 temps refroidies par air : 50, 125 et 150 cm³. Il dispose d'une fourche télescopique à l'avant et d'un amortisseur arrière simple (pour le modèle 50 cm³) ou double (pour les modèles 125 et 150 cm³). Le freinage est assuré par un disque avant de 226 mm et, selon la version, un disque arrière (125/150 cm³) ou un tambour (50 cm³).
En fin 2010, la finition sportive RS a été introduite et mise en vente en 2011,.
En 2012, Peugeot lance le Tweet Pro, une version cargo dotée d'une selle monoplace et d'un support arrière pouvant accueillir un porte-bagages capable de supporter jusqu'à 30 kg.

### Restylage de 2013

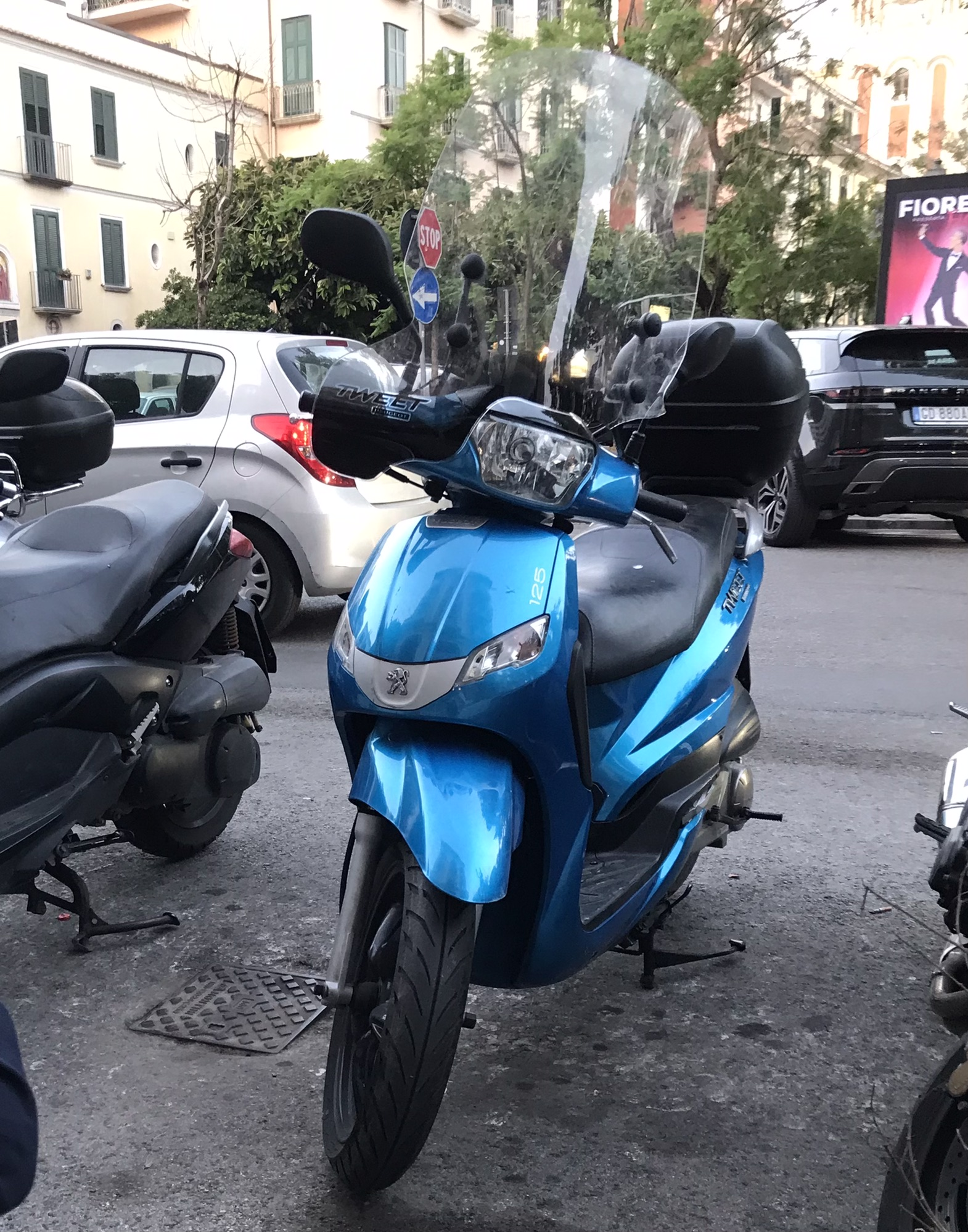
Peugeot Tweet 125 restylage (2013)

Au salon EICMA 2013, Peugeot présente un restylage du Tweet, rebaptisé Tweet Evo. Les modifications incluent une nouvelle carrosserie avant, un garde-boue redessiné, un logo Peugeot actualisé, un tableau de bord revu, une nouvelle fourche, une selle plus confortable et de nouvelles couleurs.
En 2014, lors du Motorbike Expo de Vérone, Peugeot dévoile la version Tweet RS, caractérisée par une carrosserie aux couleurs mates avec des détails contrastés, des jantes noires et un logo RS spécifique.
Au salon EICMA 2015, la gamme 2016 est présentée avec les éditions spéciales Double Black et Paris.
En novembre 2017, Peugeot introduit la gamme MY 2018, conforme à la norme Euro 4.
En 2019, la gamme est mise à jour avec des moteurs SYM de 50 et 125 cm³ conformes à la norme Euro 5, et l'introduction d'un nouveau moteur de 200 cm³ (170 cm³ effectifs) remplaçant l'ancien 150 cm³.

### Peugeot Kisbee M 125 (2025-)
En avril 2025, l’ancienne première génération du Tweet subit une mise à jour esthétique et est commercialisée sous le nom de Peugeot Kisbee M 125, adoptant ainsi la dénomination Kisbee M afin de se distinguer de la seconde génération inédite du Peugeot Tweet. Le Kisbee M arbore le logo “Kisbee” sur le bouclier avant et se positionne à un niveau de prix inférieur à celui du Tweet, représentant ainsi une alternative plus économique.

## Deuxième génération (depuis 2023)
En novembre 2022, lors du salon EICMA, Peugeot Motocycles présente la deuxième génération du Tweet. Toujours basée sur le SYM Symphony et produite par SYM, cette version arbore un design plus anguleux, conçu par le centre de style Peugeot et inspiré de la production automobile de la marque. Les nouveautés incluent un phare avant hexagonal à LED monté sur le guidon, des feux diurnes à LED en trois bandes verticales sur le bouclier avant (rappelant les griffes du lion, similaires à celles des Peugeot 208 et 2008), un feu arrière avec une signature lumineuse inédite et un nouveau logo Peugeot sur le bouclier avant.
La commercialisation débute en 2023.
Motorisations :
- 50 cm³ : Moteur monocylindre 4 temps, refroidi par air, puissance de 2,2 kW (3 ch) à 8 000 tr/min, couple de 3 Nm à 6 000 tr/min.
- 125 cm³ : Moteur monocylindre 4 temps, refroidi par air, puissance de 8,4 kW (11,5 ch) à 8 500 tr/min, couple de 10,3 Nm à 6 500 tr/min.
- 200 cm³ (170 cm³ effectifs) : Moteur monocylindre 4 temps, refroidi par air, puissance de 9 kW (12,2 ch) à 7 500 tr/min, couple de 10,2 Nm à 6 000 tr/min.

Versions disponibles :
- Allure : Jantes diamantées.
- GT : Jantes noires avec accents orange sur la carrosserie.
- Cargo : Selle monoplace avec porte-bagages arrière.